# Championnat du monde de Superbike 1989
Navigation
Championnat 1988 Championnat 1990
Le Championnat du monde de Superbike 1989 est la 2e édition du Championnat du monde de Superbike.

La saison a débuté le 27 mars et s'est terminée le 19 novembre après 11 manches.
L'Américain Fred Merkel a remporté son deuxième titre consécutif, tout comme Honda chez les constructeurs.

## Système de points
| Position | 1  | 2  | 3  | 4  | 5  | 6  | 7 | 8 | 9 | 10 | 11 | 12 | 13 | 14 | 15 |
| Points   | 20 | 17 | 15 | 13 | 11 | 10 | 9 | 8 | 7 | 6  | 5  | 4  | 3  | 2  | 1  |

## Calendrier
| Nb | Date         | Pays        | Circuit        | Course 1          | Course 2          | Rapport |
| -- | ------------ | ----------- | -------------- | ----------------- | ----------------- | ------- |
| 1  | 27 mars      | Royaume-Uni | Donington      | Fabrizio Pirovano | Giancarlo Falappa | Rapport |
| 2  | 30 avril     | Hongrie     | Hungaroring    | Fred Merkel       | Fred Merkel       | Rapport |
| 3  | 4 juin       | CAN         | Mosport        | Fred Merkel       | Giancarlo Falappa | Rapport |
| 4  | 11 juin      | USA         | Brainerd       | Raymond Roche     | Raymond Roche     | Rapport |
| 5  | 2 juillet    | AUT         | Österreichring | Alex Vieira       | Stéphane Mertens  | Rapport |
| 6  | 30 juillet   | FRA         | Paul Ricard    | Stéphane Mertens  | Giancarlo Falappa | Rapport |
| 7  | 27 août      | JPN         | Sugo           | Doug Polen        | Michael Dowson    | Rapport |
| 8  | 17 septembre | FRG         | Hockenheim     | Raymond Roche     | Raymond Roche     | Rapport |
| 9  | 24 septembre | ITA         | Enna-Pergusa   | Stéphane Mertens  | Raymond Roche     | Rapport |
| 10 | 12 novembre  | AUS         | Oran Park      | Peter Goddard     | Michael Dowson    | Rapport |
| 11 | 19 novembre  | NZL         | Manfeild       | Terry Rymer       | Stéphane Mertens  | Rapport |

## Classements

### Pilotes
| Pos | Pilote            | Constructeur | Points | Victoires |
| --- | ----------------- | ------------ | ------ | --------- |
| 1   | Fred Merkel       | Honda        | 272    | 3         |
| 2   | Stéphane Mertens  | Honda        | 265    | 4         |
| 3   | Raymond Roche     | Ducati       | 222    | 5         |
| 4   | Fabrizio Pirovano | Yamaha       | 208    | 1         |
| 5   | Anders Andersson  | Yamaha       | 159    | 0         |
| 6   | Giancarlo Falappa | Bimota       | 139    | 3         |
| 7   | Terry Rymer       | Yamaha       | 134    | 1         |
| 8   | Baldassarre Monti | Ducati       | 99     | 0         |
| 9   | Jari Suhonen      | Yamaha       | 90     | 0         |
| 10  | Michael Dowson    | Yamaha       | 79     | 2         |
| 11  | Rob Phillis       | Kawasaki     | 79     | 0         |
| 12  | Mike Baldwin      | Bimota       | 74     | 0         |
| 13  | Patrick Igoa      | Kawasaki     | 64     | 0         |
| 14  | Aaron Slight      | Kawasaki     | 54     | 0         |
| 15  | Alex Vieira       | Honda        | 51     | 1         |
| 16  | Malcolm Campbell  | Honda        | 48     | 0         |
| 17  | Davide Tardozzi   | Bimota       | 39     | 0         |
| 18  | David Liermann    | Ducati       | 38     | 0         |
| 19  | Roger Burnett     | Honda        | 36     | 0         |
| 20  | Tadahiko Sohwa    | Kawasaki     | 36     | 0         |
| 21  | Doug Polen        | Suzuki       | 33     | 1         |
| 22  | Rob McElnea       | Yamaha       | 28     | 0         |
| 23  | Ernst Gschwender  | Suzuki       | 28     | 0         |
| 24  | Kenihiro Iwahashi | Honda        | 27     | 0         |
| 25  | Andreas Hofmann   | Honda        | 27     | 0         |
| 26  | Massimo Broccoli  | Ducati       | 26     | 0         |
| 27  | Renè Rasmussen    | Suzuki       | 26     | 0         |
| 28  | Peter Goddard     | Yamaha       | 20     | 1         |
| 29  | Steve Crevier     | Yamaha       | 20     | 0         |
| 30  | Tommy Douglas     | Yamaha       | 20     | 0         |
| 31  | Tetsuro Arata     | Yamaha       | 18     | 0         |
| 32  | Peter Rubatto     | Bimota       | 17     | 0         |
| 33  | Fabio Biliotti    | Bimota       | 17     | 0         |
| 34  | Brian Morrison    | Honda        | 17     | 0         |
| 35  | Gary Goodfellow   | Suzuki       | 16     | 0         |
| 36  | Jean Yves Mounier | Yamaha       | 15     | 0         |
| 37  | Renè Bongers      | Yamaha       | 15     | 0         |
| 38  | Pierre Bolle      | Kawasaki     | 14     | 0         |
| 39  | Paul Iddon        | Yamaha       | 14     | 0         |
| 40  | Andy McGladdery   | Honda        | 14     | 0         |

### Constructeurs
| Pos | Constructeur | Pts |
| --- | ------------ | --- |
| 1   | Honda        | 368 |
| 2   | Yamaha       | 335 |
| 3   | Ducati       | 270 |
| 4   | Bimota       | 208 |
| 5   | Kawasaki     | 166 |
| 6   | Suzuki       | 120 |